# クリス・ソイヤー
クリス・ソーヤー（英: Chris Sawyer, 1967年10月27日 - ）はスコットランド出身のコンピュータゲームクリエイターで、『ローラーコースタータイクーン』、『トランスポートタイクーン』などのゲームデザインおよびゲームプログラミングでよく知られている。

## 経歴
ソーヤーは1983年にゲーム業界に入り、まず Memotech MTXというホームコンピュータ向けにZ80機械語でゲームを作成し、その後Amstrad CPCシリーズ用のゲームを開発した。例えばアリオラソフト社が発売した『Sepulcri Scelerati』や『Ziggurat』といったタイトルがある。前者はほぼ完成したものをゲーム会社が買い取ったという珍しい例である。『Elite Plus』のPC版にも貢献している。
ソーヤーの最初の経営シミュレーションゲーム『トランスポートタイクーン』は、1994年にマイクロプローズからリリースされ、『タイクーン』シリーズの古典となった。翌年、ソーヤーはそのゲームを改良・拡張し、『Transport Tycoon Deluxe』と名付けた。
ソーヤーは続編をすぐに作ろうと考えていた。しかし、基本であるゲームエンジンを開発しているうちにローラーコースターに興味を持ち始め、『ローラーコースタータイクーン』を作った。このゲームは発売前には『White Knuckle』と呼ばれていた。その後『トランスポートタイクーン』の続編の開発に戻ろうとしたが、すぐに『ローラーコースタータイクーン2』の開発に入った。再び『トランスポートタイクーン』の続編開発に戻り、ついに2004年『Chris Sawyer's Locomotion』をリリースした。
2003年、『Transport Tycoon Deluxe』のリバースエンジニアリングが第三者によって行われ、その成果を元にオープンソースプロジェクト「OpenTTD」が開始され、多くの人々が拡張・改良を続けている。ソーヤーはアタリ社が『ローラーコースタータイクーン』を開発する際にはコンサルタントとして関わった。
2005年11月、ソーヤーはアタリがロイヤリティの支払いを拒否したとして同社を訴えた。
ソーヤーはフリーランスのアーティスト（Simon Foster）やミュージシャン（Allister Brimble）の助けだけを得て、ゲームの設計やプログラミングをほとんど1人で行った。
現在はスコットランドに在住し、ゲーム製作の仕事の傍ら、ボランティア活動や趣味のローラーコースター巡りをしている。